# 다음체
다음체는 다음커뮤니케이션이 2008년 9월 17일 공개한 완성형 2350자 제목형 서체로 'Daum Regular.ttf' 와 'Daum SemiBold.ttf' 2종으로 구성되어 있다. 폰트 디자인은 좋은글씨가 한글 서체에 참여했으며, 영문 서체는 네덜란드 디자인회사 토털아이덴티티가 담당하였다. 상업적인 목적으로 사용할 수 없으며, 2015년경 배포가 중단되었다.